# 拉瓦克雷斯
拉瓦克雷斯（法語：Lavaqueresse，法語發音：[lavakʁɛs]）是法国上法蘭西大區埃纳省的一个市镇，属于韦尔万区。

## 地理
拉瓦克雷斯（49°56'56"N, 3°42'37"E）面积4.44 平方千米，位于法国上法蘭西大區埃纳省，该省份为法国北部内陆省份，北起北部省，西接索姆省和瓦兹省，东临阿登省和马恩省，西南至塞纳-马恩省，东北部与比利时接壤。
与拉瓦克雷斯接壤的市镇（或旧市镇、城区）包括：希尼、多朗、伊龙、勒谢勒、马尔济、维莱莱吉斯。

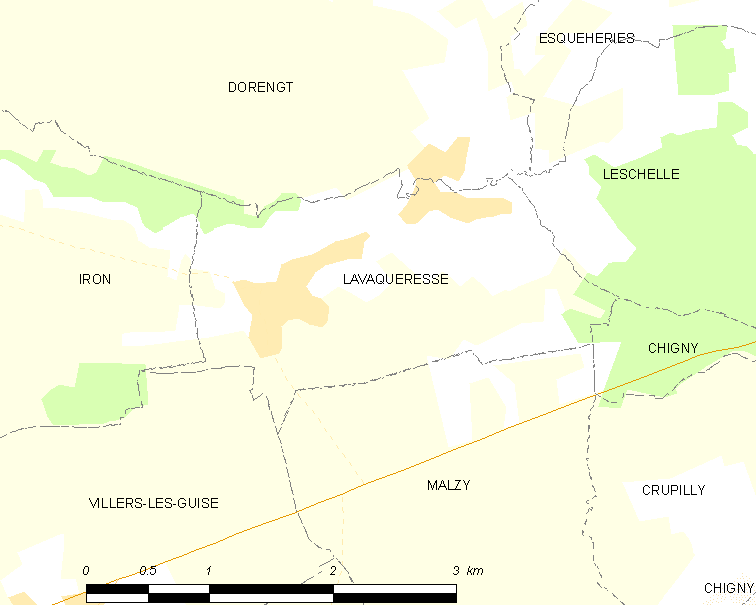
拉瓦克雷斯的OSM定位图

拉瓦克雷斯的时区为UTC+01:00、UTC+02:00（夏令时）。

## 行政
拉瓦克雷斯的邮政编码为02450，INSEE市镇编码为02414。

## 政治
拉瓦克雷斯所属的省级选区为吉斯县。

## 人口

1962-2008年间拉瓦克雷斯人口变化图示

拉瓦克雷斯于2022年1月1日时的人口数量为202人。